# Adrianos (Sergakis)
Adrianos (světským jménem: Ioannis Sergakis; * 16. července 1952, Dereköy) je řecký duchovní Konstantinopolského patriarchátu, biskup halikarnaský a vikář konstantinopolského archiepiskopie.

## Život
Narodil se 16. července 1952 v obci Dereköy na ostrově Gökçeada.
Studoval na bohoslovecké fakultě Aristotelovy univerzity v Soluni.
Roku 1972 byl rukopoložen na diákona a sloužil jako patriarchální diákon v Istanbulu. O deset let později byl rukopoložen na jereje. Jako kněz působil v Anglii, USA, Austrálii a Jihoafrické republice.
Byl postřižen na monacha a přijal mnišské jméno Adrianos. Byl povýšen na velkého archimandritu Ekumenického trůnu.
Stal se součástí kléru metropolie Imvros a Tenedos. Sloužil také v metropolii Leros, Kalymnos a Astypalaia.
Dne 7. července 2015 byl Svatým synodem zvolen biskupem halikarnakým a vikářem konstantinopolské archiepiskopie. Byla mu svěřena správa o blahočiní Fener-Zlatý roh.
Dne 26. července 2015 proběhla jeho biskupská chirotonie. Světiteli byli patriarcha konstantinopolský Bartoloměj I., metropolita imvroský a tenedoský Kyrillos (Dragounis) a biskup amorioský Nikiforos (Psychloudis).